# Жент (страва)
Жент (каз. жент) або коспа́ (каз. қоспа) у казахів, йент у башкир — національна святкова страва, яка виготовляється з пшоняної крупи, з додаванням сушеного товченого сиру, топленого масла, цукру, меду, родзинок, горіхів. Жент зазвичай подається до чаю. Його готують після народження дитини, з нагоди  шілде  і  бесік  тоя, до сороковин (қирқи).
Під час Німецько-радянської війни і в післявоєнні роки був поширений такий метод приготування женту: апорт змішували в ступці з просом або кукурудзяним зерном і толокли до тих пір, поки м'якоть апорту не просочувала товчене зерно. Отриману масу сушили і розрізали на шматки.